# Khandiga
Jándyga (en ruso: Ха́ндыга) es una localidad urbana ubicada en el centro-este de la república de Sajá, Rusia, sobre el curso alto del río Aldán —uno de los principales afluentes del río Lena—, 380 km al noreste de Yakutsk, la capital de la república. Su población en el año 2010 era de 6600 habitantes.

## Historia

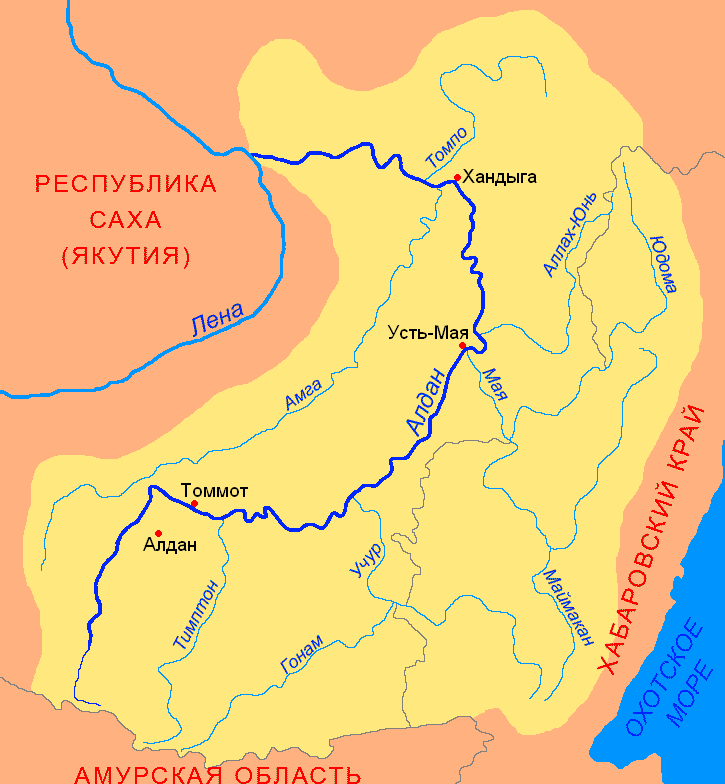
Mapa en ruso del río Aldán —afluente del Lena— en el que sale arriba Jándyga (Хандыга)

Se construyó en 1938 como una base para la construcción de la autopista de Kolimá en dirección a Magadán. Durante la Segunda Guerra Mundial fue construido aquí un aeródromo que usaba la ruta de Siberia y Alaska y que participó en el frente oriental. De 1951 a 1954 fue una base de trabajos forzados del Gulag. Obtuvo el reconocimiento de localidad urbana en 1957.